# 밀랍 인형

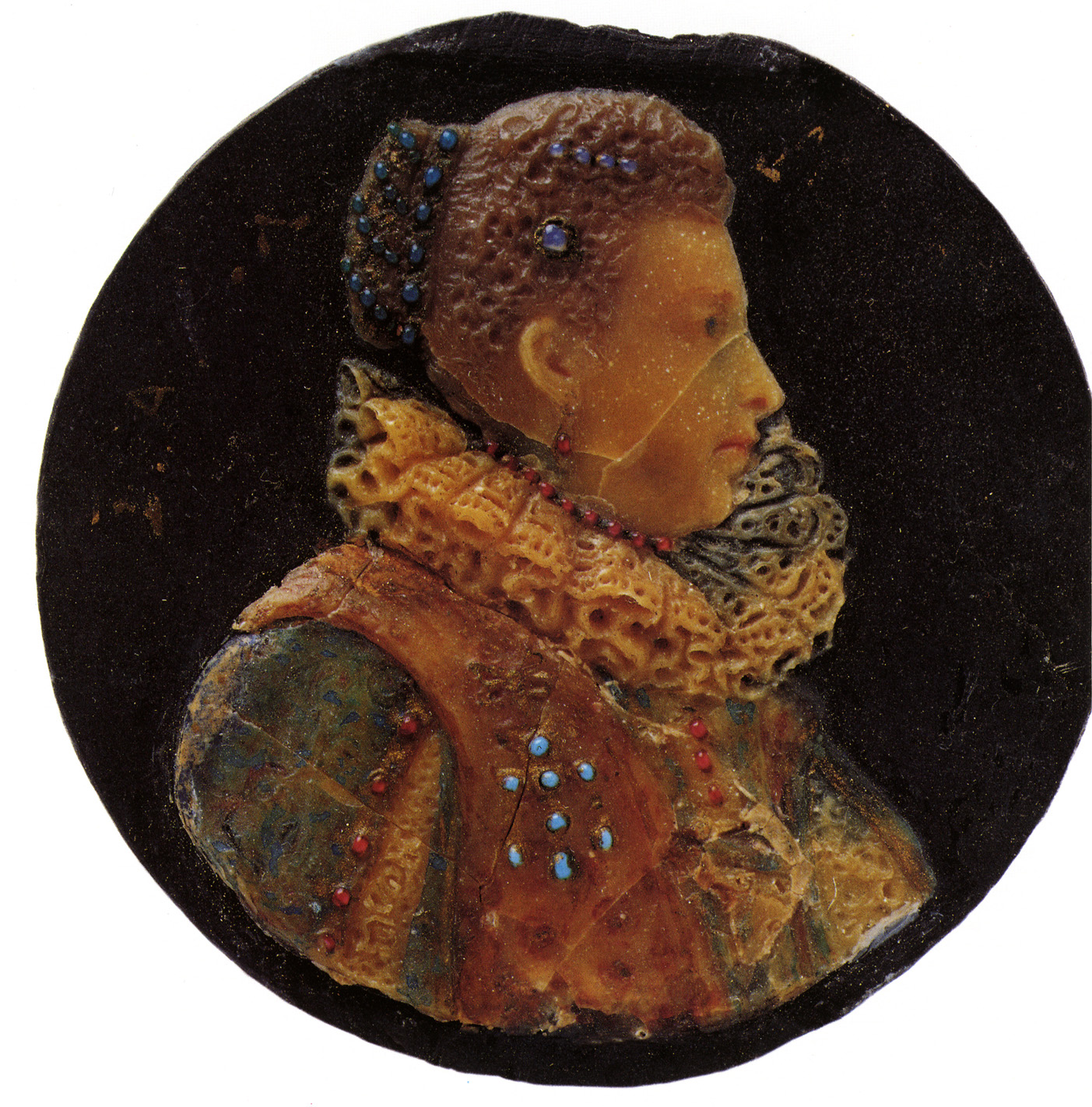
안나 폰 티롤의 초상

밀랍 인형(蜜蠟人形)은 밀랍으로 만들어진 인형이다.
밀랍 인형은 밀랍 물질을 사용하여 만들어 묘사해낸 것이다. 주목할만한 개인의 초상으로 된 것이 일반적이지만 데스 마스크라든지 많은 인물이 있는 장면도 있으며 대부분 부조이다.
밀랍의 특성은 모델링이나 주형 주조를 통해 인물과 모델을 준비하는 데 탁월한 매체가 된다. 상온에서 쉽게 절단 및 성형할 수 있고, 저온에서 녹으며, 어떤 색소와도 혼합되고, 표면 착색이 잘 되며, 흙과 유지를 첨가하여 질감과 일관성을 변경할 수 있다. 용융 시 주형의 인상에 매우 민감하며 일단 굳고 굳으면 얇은 라미나로 주조된 경우에도 형태가 일반적인 온도 변화에 대해 상대적으로 탄력적이다. 이러한 속성은 중세부터 모델링에 사용된 왁스를 보았으며 고대 로마에서 마스크(특히 데스 마스크)를 만드는 데 사용되었다는 증거가 있다. 저명한 선조들의 죽음의 마스크는 "이우스 상상"의 권리를 가진 엘리트에 의해 전시된다.